# Cephalaria microcephala
Cephalaria microcephala är en tvåhjärtbladig växtart som beskrevs av Pierre Edmond Boissier. Cephalaria microcephala ingår i släktet jätteväddar, och familjen Dipsacaceae. Inga underarter finns listade i Catalogue of Life.